# 2021 у кіно
2021 у кіно — огляд подій, що відбулися у 2021 році у кінематографі, у тому числі найкасовіші фільми, церемонії нагородження, фестивалі, а також список випущених фільмів та список померлих діячів у кіно.

## Фільми

### Поквартальний календар
Нижче наведені таблиці фільмів відсортованих відносно дати виходу в прокат в Україні.

Відомості взяті з таких джерел:
- Сайти вітчизняних дистриб'юторів: B&H Film Distribution Company [Архівовано 9 серпня 2017 у Archive.is], Ukrainian Film Distribution [Архівовано 16 січня 2020 у Wayback Machine.], Кіноманія [Архівовано 30 липня 2011 у Wayback Machine.] та Артхаус Трафік [Архівовано 7 квітня 2022 у Wayback Machine.]
- Сайти kino-teatr.ua [Архівовано 6 червня 2020 у Wayback Machine.], kinofilms.com.ua [Архівовано 16 лютого 2016 у Wayback Machine.] та multikino.com.ua [Архівовано 14 грудня 2011 у Wayback Machine.]

#### Січень— Березень
| Прем'єра        | Прем'єра | Назва                                                   | Країна          | Творці й актори | Жанр                                             | Дистр.         | Дж. |
| --------------- | -------- | ------------------------------------------------------- | --------------- | --- | ------------------------------------------------ | -------------- | --- |
| С І Ч Е Н Ь     | 1        | «Чаклунка: Повелителька темряви»                        | США             | Режисер: Хоакім Роннінґ; Актори: Анджеліна Джолі, Мішель Пфайффер, Ед Скрейн, Ель Фаннінг, Джуно Темпл, Чіветел Еджіофор                                     | Фентезі, пригоди, сімейний                       | Кіноманія      |     |
| С І Ч Е Н Ь     | 1        | «Співоча пташка»                                        | США             | Режисер: Адам Мейсон; Актори: Кей Джей Апа, Софія Карсон, Крейґ Робінсон, Бредлі Вітфорд, Александра Даддаріо, Демі Мур                                      | Трилер, драма                                    | Кіноманія      |     |
| С І Ч Е Н Ь     | 1        | «Дрібниці»                                              | США             | Режисер: Джон Лі Генкок; Актори: Дензел Вашинґтон, Джаред Лето, Рамі Малек                                                                                   | Трилер                                           | Кіноманія      |     |
| С І Ч Е Н Ь     | 14       | «Вище неба»                                             | США             | Режисер: Фульвіо Сестито; Актори: Райан Карнс, Джордан Денджер, Клод Дюамель                                                                                 | Таємниця, Науково-фантастичні, Трилер            | UFD            |     |
| С І Ч Е Н Ь     | 21       | «Дзінок на той світ»                                    | США             | Режисер: Тімоті Вудворд; Актори: Лін Шей, Тобі Белл | хорор                                            | UFD            |     |
| С І Ч Е Н Ь     | 21       | «Ходячий Хаос»                                          | США             | Режисер: Даґ Лайман; Актори: Том Голланд, Дейзі Рідлі, Мадс Міккельсен                                                                                       | пригоди, наукова-фантастика                      |                |     |
| С І Ч Е Н Ь     | 28       | «Все буде ОК!»                                          | Україна         | Режисер: Тарас Бенюк; Актори: Ірина Бенюк, Володимир Невельський, Ірма Вітовська, Ірина Деблюк, Анна Андрусишин, Володимир Тафійчук, Юлія Амплейкіна         | кінокомедія                                      | UFD            |     |
| С І Ч Е Н Ь     | 28       | ««Французький вісник» від «Ліберті, Канзас Івнінґ Сан»» | США             | Режисер: Вес Андерсон; Продюсери: Скотт Рудін; Сценарій: Вес Андерсон; Актори: Бенісіо Дель Торо, Едрієн Броуді, Ліна Кудрі, Тільда Свінтон                  |                                                  | Кіноманія      |     |
| С І Ч Е Н Ь     | 28       | «Мій друг Зиґмунд Фройд»                                | Німеччина       | Режисер: Ніколаус Лейтнер; Актори: Симон Морзе, Бруно Ганц, Йоханнес Кріш                                                                                    | Історична драма                                  | Артхаус Трафік |     |
| Л Ю Т И Й       | 4        | «Фабрика Снів»                                          |                 | Режисер: Кім Хаген Єнсен; Актори: Мартін Бух, Расмус Ботофт, Міа Лердам                                                                                      | Анімація, комедія, пригодницький, сімейний       | Кіноманія      |     |
| Л Ю Т И Й       | 4        | «Астрал: Онлайн»                                        |                 | Режисер: Роб Севідж; Актори: Хейлі Бішоп, Джемма Мур, Емма Луїза Вебб                                                                                        | хорор, містика                                   | UFD            |     |
| Л Ю Т И Й       | 11       | «Перевертень»                                           | США             | Режисер: Джим Каммінґс; Актори: Джим Каммінґс, Рікі Ліндхоум, Роберт Форстер, Хлоя Іст                                                                       | хорор, трилер, комедія                           | Кіноманія      |     |
| Л Ю Т И Й       | 11       | «FATALE»                                                | США             | Режисер: Деон Тейлор; Актори: Гіларі Свенк, Майк Колтер, Майкл Ілі                                                                                           |                                                  | Кіноманія      |     |
| Л Ю Т И Й       | 11       | «Потойбіччя»                                            | США             | Режисер: Торд Даніельсон, Оскар Мелландер; Актори:Ділан Гвін, Лінус Валгрін, Едді Еріксон Домінгез                                                           | хорор                                            | UFD            |     |
| Л Ю Т И Й       | 11       | «Девід Бові: історія людини з зірок»                    | Велика Британія | Режисер: Гебріел Рендж; Актори: Джонні Флінн, Джена Мелоун                                                                                                   | Біографічна драма                                | Артхаус Трафік |     |
| Л Ю Т И Й       | 18       | «Голос кохання»                                         | ,               | Режисерка: Валері Лемерсьє; Актори: Валері Лемерсьє, Мейнард Баґанґ, Сільвен Марсель, Ділан Раффін, Роджер Кросс                                             | драма                                            | Кіноманія      |     |
| Л Ю Т И Й       | 18       | «Аінбо:дух амазонки»                                    |                 | | Анімація                                         | UFD            |     |
| Л Ю Т И Й       | 18       | «Кінгс Мен»                                             | Велика Британія | Режисери: Метью Вон Актори: Гарріс Дікінсон, Ліам Нісон, Даніель Брюль, Ріс Іванс                                                                            | бойовик, комедія                                 |                |     |
| Л Ю Т И Й       | 18       | «Берлін Александерплац»                                 | ,               | Режисери: Бурхан Курбані Актори: Альбрехт Шух, Йелла Хаазе, Йоахім Круль                                                                                     | кримінальна драма                                | Артхаус Трафік |     |
| Л Ю Т И Й       | 25       | «Земля кочівників»                                      | США             | Режисери: Хлої Чжао Актори: Френсіс Мак-Дорманд, Девід Стретейрн                                                                                             | драма                                            | Кіноманія      |     |
| Л Ю Т И Й       | 25       | «Встигнути за 90 хвилин»                                | США             | Режисери: Жауме Балаґеро Актори: Фамке Янссен, Астрід Берже-Фрісбі, Фредді Гаймор, Сем Райлі, Ліам Каннінгем, Луіс Тосар                                     | Бойовик, екшн, трилер                            | Кіноманія      |     |
| Л Ю Т И Й       | 25       | «Том і Джеррі»                                          | США             | Режисери: Тім Сторі Актори: Хлоя Ґрейс Морец, Майкл Пенья, Кен Жонґ                                                                                          | Анімація, комедія, пригодницький, сімейний       | Кіноманія      |     |
| Л Ю Т И Й       | 25       | «Скажене весілля 3»                                     | Україна         | Режисери: Любомир Левицький Актори: Катерина Файн, В'ячеслав Хостікоєв, Назар Задніпровський, Леся Самаєва, Поліна Василина, Джиммі Воха-Воха, Юрій Горбунов | комедія                                          | Кіноманія      |     |
| Л Ю Т И Й       | 25       | «Мавританець»                                           | ,               | Режисери: Кевін Макдональд; Актори: Джоді Фостер, Тагар Рагім, Шейлін Вудлі, Бенедикт Камбербетч, Закарі Лівай                                               | Трилер, драма                                    | Кіноманія      |     |
| Б Е Р Е З Е Н Ь | 4        | «Афера Олівера Твіста»                                  | Велика Британія | Режисери: Мартін Овен Актори: Майкл Кейн, Ліна Гіді, Ноель Кларк                                                                                             | Бойовик, драма                                   | Кіноманія      |     |
| Б Е Р Е З Е Н Ь | 4        | «Рая та останній дракон»                                | США             | Режисери: Дон Голл, Карлос Лопес Естрада Актори: Келлі Марі Тран, Аквафіна                                                                                   | Анімація, комедія, пригодницький, сімейний       | Кіноманія      |     |
| Б Е Р Е З Е Н Ь | 11       | «Кінгс Мен»                                             | Велика Британія | Режисери: Метью Вон Актори: Гарріс Дікінсон, Ліам Нісон, Даніель Брюль, Ріс Іванс                                                                            | бойовик, комедія                                 | Кіноманія      |     |
| Б Е Р Е З Е Н Ь | 11       | «Багато святих Ньюарка»                                 | США             | Режисери: Алан Тейлор Актори: Віра Фарміга, Джон Бернтал, Корі Столл                                                                                         | Драма, кримінал                                  | Кіноманія      |     |
| Б Е Р Е З Е Н Ь | 11       | «Мій вовк»                                              | США             | Режисери: Дені Імбер Актори: Чекі Каріо, Марк Жиллен, Венсан Ельбаз, Ерік Елмоснино                                                                          | драма                                            | Кіноманія      |     |
| Б Е Р Е З Е Н Ь | 18       | «Наш друг»                                              | США             | Режисери: Ґабріела Каупертвейт Актори: Дакота Джонсон, Кейсі Аффлек, Джейсон Сіґел, Черрі Джонс                                                              | драма                                            | Кіноманія      |     |
| Б Е Р Е З Е Н Ь | 18       | «Морбіус»                                               | США             | Режисери: Даніель Еспіноса Актори: Джаред Лето, Адріа Архона, Метт Сміт, Джаред Гарріс, Тайріз Гібсон, Аль Мадрігал, Майкл Кітон                             | хоррор, фантастика,трилер,бойовик                |                |     |
| Б Е Р Е З Е Н Ь | 18       | «Код: Залізна кора»                                     | Велика Британія | Режисери: Домінік Кук Актори: Рейчел Броснаген, Бенедікт Камбербетч, Джессі Баклі, Ейстейн Сігюрдарсон, Мераб Нінідзе, Анґус Райт                            | шпигунський трилер                               | UFD            |     |
| Б Е Р Е З Е Н Ь | 24       | «Ґодзілла проти Конга»                                  | США             | Режисери:Адам Вінґард; Актори: Міллі Боббі Браун, Александр Скашґорд, Ейза Ґонсалес, Ребекка Голл, Кайл Чендлер                                              | Фантастика, пригодницький, бойовик               | Кіноманія      |     |
| Б Е Р Е З Е Н Ь | 25       | «Бебі бос 2»                                            | США             | Актори: Алек Болдвін, Джеймс Марсден, Емі Седаріс, Єва Лонгорія, Джиммі Кіммел,                                                                              | сімейний, комедія, фентезійний фільм, мультфільм |                |     |
| Б Е Р Е З Е Н Ь | 25       | «Хребет диявола»                                        |                 | Режисери: Бредлі Паркер Актори: Уілл Паттон, Адан Канто, Джонатан Садовські                                                                                  | хоррор                                           | UFD            |     |

#### Квітень— Червень
| Прем'єра      | Прем'єра | Назва                                | Країна  | Творці й актори | Жанр                                                             | Дистр.         | Дж. |
| ------------- | -------- | ------------------------------------ | ------- | --- | ---------------------------------------------------------------- | -------------- | --- |
| К В І Т Е Н Ь | 1        | «Все Заради Джексона»                |         | Режисери: Джастін Дж. Дік; Актори: Шейла Маккарті, Джуліан Річінґс, Константина Мантелос, Джош Круддас                                                | хоррор                                                           | UFD            |     |
| К В І Т Е Н Ь | 1        | «Кролик Петрик 2: Втеча до міста»    | США     | Режисер: Вілл Глак; Актори: Доналл Глісон, Роуз Бірн, Девід Оєлово                                                                                    | кінокомедія і пригодницький фільм                                |                |     |
| К В І Т Е Н Ь | 8        | «Bob's Burgers»                      | США     | Режисер: Лорен Бушар; | Анімація                                                         | Кіноманія      |     |
| К В І Т Е Н Ь | 8        | «Сьомий День»                        |         | Режисер: Джастін П. Ланге; Актори: Гай Пірс, Кіт Девід, Стівен Ленг                                                                                   |                                                                  | UFD            |     |
| К В І Т Е Н Ь | 8        | «Віхола Душ»                         |         | Режисер: Дзінтарс Дрейбергс; Актори: Ото Брантевіцс, Мартінш Вілсонс, Грета Трушиня                                                                   | драма                                                            | UFD            |     |
| К В І Т Е Н Ь | 8        | «Пульс»                              | Україна | |                                                                  |                |     |
| К В І Т Е Н Ь | 15       | «Мортал Комбат»                      | США     | Актори: Джессіка Макнемі, Хіроюкі Санада, Джо Таслім, Мехкад Брукс                                                                                    | Фантастика, фентезі, бойовик                                     | Кіноманія      |     |
| К В І Т Е Н Ь | 15       | «Мінарі»                             |         | Режисер: Лі Айзек Чунг; Актори: Стівен Йон, Є-рі Хан, Алан С. Кім                                                                                     | драма                                                            | UFD            |     |
| К В І Т Е Н Ь | 15       | «Ніхто»                              | США     | Режисер: Ілля Найшуллер; Актори: Боб Оденкерк, Конні Нільсен, Крістофер Ллойд                                                                         | екшн                                                             | B&H            |     |
| К В І Т Е Н Ь | 21       | «Тихе місце 2»                       | США     | Режисери: Джон Кразінські; Актори: Емілі Блант, Міллісент Сіммондс, Ноа Джуп, Кілліан Мерфі, Джимон Хонсу, Джон Кразінські                            | Хоррор, науково-фантастичний , постапокаліптичний фільм і трилер |                |     |
| К В І Т Е Н Ь | 22       | «Щось не так з Роном»                | США     | Режисери: Алессандро Карлоні, Жан-Філіп Віне; Актори: Томас Барбаска, Бентлі Калу, Ава Морс                                                           | Анімація, комедія, пригодницький, сімейний                       | Кіноманія      |     |
| К В І Т Е Н Ь | 22       | «Трунар»                             |         | Режисери: Мауро Іван Оєда; Актори: Луїс Мачін, Селесте Герес, Каміла Ваккаріні                                                                        | хоррор                                                           | UFD            |     |
| Т Р А В Е Н Ь | 6        | «Чорна вдова»                        | США     | Режисери: Кейт Шортланд; Актори: Скарлетт Йоганссон, Девід Гарбор, Флоренс П'ю, Рейчел Вайс                                                           | Супергеройський екшн                                             | Кіноманія      |     |
| Т Р А В Е Н Ь | 6        | «Мінамата»                           |         | Режисери: Ендрю Левітас; Актори: Джонні Депп, Хіроюкі Санада, Таданобу Асано                                                                          | драма                                                            | UFD            |     |
| Т Р А В Е Н Ь | 13       | «Ганзель, Ґретель і агенція магії»   | Росія   | Режисери: Олексій Цицилін | Анімація, комедія, пригодницький, сімейний                       | B&H            |     |
| Т Р А В Е Н Ь | 13       | «Незвідана земля»                    |         | Режисерка: Робін Райт; Актори: Робін Райт, Деміан Бішир                                                                                               |                                                                  | B&H            |     |
| Т Р А В Е Н Ь | 13       | «Нечестивий»                         |         | Режисери: Еван Спіліотопулос; Актори: Джеффрі Дін Морґан                                                                                              | Хоррор                                                           | B&H            |     |
| Т Р А В Е Н Ь | 20       | «Ґодзілла проти Конга»               | США     | Режисери: Адам Вінгард; Актори: Міллі Боббі Браун, Александер Скарсґард, Ейза Ґонсалез, Ребекка Голл, Кайл Чандлер                                    | Фантастика, пригодницький, бойовик                               |                |     |
| Т Р А В Е Н Ь | 20       | «Пила: спіраль»                      | США     | Режисери: Даррен Лінн Боусман; Актори: Кріс Рок, Семюел Лірой Джексон, Макс Мінгелла, Марісоль Ніколс, Зої Палмер                                     | Хоррор                                                           |                |     |
| Т Р А В Е Н Ь | 20       | «Дозволь йому піти»                  |         | Режисери: Томас Безуча; Актори: Кевін Костнер, Даян Лейн                                                                                              | Трилер                                                           | B&H            |     |
| Т Р А В Е Н Ь | 20       | «Амоніт»                             |         | Режисери: Френсіс Лі; Актори: Кейт Вінслет, Сірша Ронан                                                                                               |                                                                  | B&H            |     |
| Т Р А В Е Н Ь | 21       | «Нескінченність»                     | США     | Режисери: Антуан Фукуа; Актори: Марк Волберг, Софі Куксон, Ділан О'Браєн, Чіветел Еджіофор, Руперт Френд, Джейсон Мандзукас, Том Хьюз, Жуана Рібейру  | науково-фантастичний фільм                                       |                |     |
| Т Р А В Е Н Ь | 27       | «Круелла»                            | США     | Режисери: Крейг Гіллеспі; Актори: Емма Стоун, Емма Томпсон, Марк Стронґ                                                                               | Комедія                                                          | Кіноманія      |     |
| Т Р А В Е Н Ь | 27       | «Форсаж 9»                           | США     | Режисери: Джастін Лін; Актори: Він Дізель, Мішель Родрігес, Джордана Брюстер, Тайріз Гібсон, Ludacris, Наталі Еммануель, Гелен Міррен, Шарліз Терон   | бойовик, трилер, кримінал                                        |                |     |
| Ч Е Р В Е Н Ь | 3        | «Закляття 3: За велінням диявола»    | США     | Режисери: Майкл Чавес; Актори: ВіраФарміга, Патрік Вілсон                                                                                             | Хоррор                                                           | Кіноманія      |     |
| Ч Е Р В Е Н Ь | 3        | «Самаритянин»                        | США     | Режисери: Джуліус Ейвері; Актори: Сильвестр Сталлоне, Мартин Старр, Мойзес Аріас, Наташа Карам, Пілу Асбек, Даша Поланко, Джавон Волтон, Елзі Вільямс | трилер                                                           |                |     |
| Ч Е Р В Е Н Ь | 11       | «Мисливці на привидів: З того світу» | США     | Режисери: Джейсон Райтман; Актори: Маккенна Грейс, Фінн Вулфгард, Керрі Кун, Пол Радд, Білл Мюррей, Ден Ейкройд, Ерні Гадсон                          | Комедія                                                          |                |     |
| Ч Е Р В Е Н Ь | 17       | «Віктор Робот»                       | Україна | Режисери: Лавренішин Анатолій; | анімаційний фантастичний фільм                                   | Артхаус Трафік |     |
| Ч Е Р В Е Н Ь | 17       | «На висотах Нью-Йорка»               | США     | Актори: Стефані Беатріс, Лін-Мануель Міранда, Даша Поланко, Джиммі Смітс, Ентоні Рамос, Мелісса Баррера, Корі Хоукінс, Аріана Грінблатт, Марк Ентоні  | Драма,музичний фільм                                             |                |     |

#### Липень — Вересень
| Прем'єра        | Прем'єра | Назва                                     | Країна          | Творці й актори                                                                                                   | Жанр                                 | Дистр.         | Дж. |
| --------------- | -------- | ----------------------------------------- | --------------- | --- | ------------------------------------ | -------------- | --- |
| Л И П Е Н Ь     | 1        | «Судна ніч назавжди»                      |                 | Режисери: Еверардо Валеріо Ґоут; Актори: Джош Лукас, Ана де ла Регера, Лівен Рамбін                               | трилер, екшн                         | B&H            |     |
| Л И П Е Н Ь     | 1        | «За що нам це?»                           |                 | Режисери: Філіпп Де Шоврон; Актори: Крістіан Клав’є, Шанталь Лобі                                                 | комедія                              | UFD            |     |
| Л И П Е Н Ь     | 1        | «Школа хороших дружин»                    |                 | Режисери: Мартен Прово; Актори: Жульєт Бінош, Йоланда Моро, Ноемі Львовскі, Едуар Баер, Франсуа Берлеан           | комедія                              | Артхаус Трафік |     |
| Л И П Е Н Ь     | 8        | «Окупація: Місія «Дощ»»                   |                 | Режисери: Люк Спарк; Актори: Джейсон Ісаак, Деніел Юінг, Кен Чон                                                  | бойовик                              | UFD            |     |
| Л И П Е Н Ь     | 8        | «Ми є. Ми поруч»                          |                 | Режисери: Роман Балаян; Актори: Ахтем Сеітаблаєв, Катерина Молчанова                                              | Мелодрама                            | Артхаус Трафік |     |
| Л И П Е Н Ь     | 15       | «Меєр Ланскі»                             |                 | Режисери: Ейтан Роквей; Актори: Гарві Кейтель, Сем Вортінґтон, АннаСофія Робб                                     | Драма, Біографія, трилер, кримінал   | UFD            |     |
| Л И П Е Н Ь     | 15       | «Полі»                                    |                 | Режисери:Ніколя Ваньє; Актори: Франсуа Клюзе, Жюлі Гає, Патрік Тімсі, Еліза де Ламбер                             | пригода                              | Артхаус Трафік |     |
| Л И П Е Н Ь     | 17       | «Смертельний лабіринт 2: Небезпека всюди» |                 | Режисери: Адам Робітель; Актори: Логан Міллер, Тейлор Рассел, Голланд Роден                                       | трилер                               | B&H            |     |
| Л И П Е Н Ь     | 22       | «Очі змії: Початок Джі.Ай.Джо»            |                 | Режисери: Роберт Швенке; Актори: Генрі Голдінг, Ендрю Кодзі                                                       | Екшн                                 | B&H            |     |
| Л И П Е Н Ь     | 22       | «Кохання по той бік»                      |                 | Режисери: Гаррі Грінбергер; Актори: Крістіна Річчі, Нора Арнезедер, Джекі Круз                                    | Комедія Фентезі, Мелодрама           | UFD            |     |
| Л И П Е Н Ь     | 22       | «Коротко кажучи»                          |                 | Режисери: Джош Лоусон; Актори: Рейф Сполл, Зара Ньюман                                                            | Романтична комедія                   | Артхаус Трафік |     |
| Л И П Е Н Ь     | 29       | «Час»                                     |                 | Режисери: М. Найт Ш'ямалан; Актори: Ґаель Ґарсія Берналь, Томасін Мак-Кензі                                       | психологічний трилер                 | B&H            |     |
| Л И П Е Н Ь     | 29       | «Пограйся зі мною»                        |                 | Режисери: Адріан Гарсія Больяно; Актори: Ліз Дьєппа, Ерік Ізраель Консуело                                        | Хоррор                               | UFD            |     |
| С Е Р П Е Н Ь   | 10       | «Зелена книга»                            |                 | Режисери: Пітер Фарреллі; Актори: Вігго Мортенсен, Махершала Алі                                                  | драмедія, біографічний               | Артхаус Трафік |     |
| С Е Р П Е Н Ь   | 12       | «Не дихай 2»                              |                 | Режисери: Родо Саягес; Актори: Стівен Ленг, Роччі Вільямс                                                         | трилер                               | B&H            |     |
| С Е Р П Е Н Ь   | 12       | «Щенячий патруль у кіно»                  |                 | Режисери: Келлан Брункер                                                                                          | анімаційна пригода                   | B&H            |     |
| С Е Р П Е Н Ь   | 12       | «Нюхвіль»                                 |                 | Режисери: Тобі Генкель, Дженс Мюллер                                                                              | анімаційна пригода                   | UFD            |     |
| С Е Р П Е Н Ь   | 18       | «Гуллівер повертається»                   | Україна         | Режисери: Ілля Максімов                                                                                           | анімаційна пригода                   | B&H            |     |
| С Е Р П Е Н Ь   | 19       | «Опівночі у високій траві»                |                 | Режисери: Рендалл Емметт; Актори: Меґан Фокс, Брюс Вілліс                                                         | трилер                               | UFD            |     |
| С Е Р П Е Н Ь   | 26       | «Кендімен»                                |                 | Режисери: Ніа Дакоста; Актори: Тоні Тодд, Ребека Спенс                                                            | Хоррор                               | B&H            |     |
| В Е Р Е С Е Н Ь | 2        | «Шан-Чі та Легенда Десяти Кілець»         |                 | Режисери: Дестін Креттон; Актори: Сіму Лью, Тоні Люн, Аквафіна, Мішель Єо, Фала Чен, Ронні Чієнґ                  | Екшн                                 | Кіноманія      |     |
| В Е Р Е С Е Н Ь | 9        | «Аннетт»                                  |                 | Режисери: Леос Каракс; Актори: Адам Драйвер, Маріон Котіяр, Саймон Гелберґ                                        | мюзикл, Драма                        | Артхаус Трафік |     |
| В Е Р Е С Е Н Ь | 16       | «Звір у його голові»                      |                 | Режисери: Ембер Роуз Сілі; Актори: Елайджа Вуд, Люк Кірбі, Роберт Патрік                                          | Драма, Біографія, Детектив, кримінал | UFD            |     |
| В Е Р Е С Е Н Ь | 16       | «Дюна»                                    |                 | Режисери: Дені Вільньов; Актори: Тімоті Шаламе, Ребекка Ферґюсон, Оскар Айзек, Джош Бролін, Джейсон Момоа, Зендея | Фантастика, пригодницький, бойовик   | Кіноманія      |     |
| В Е Р Е С Е Н Ь | 16       | «Гунда»                                   |                 | Режисери: Віктор Косаковський;                                                                                    | документальний                       | Артхаус Трафік |     |
| В Е Р Е С Е Н Ь | 23       | «Віхола душ»                              |                 | Режисери: Дзінтарс Дрейбергс; Актори: Ото Брантевіцс, Мартінш Вілсонс, Грета мТрушиня                             | Драма                                | UFD            |     |
| В Е Р Е С Е Н Ь | 30       | «007: Не час помирати»                    | Велика Британія | Режисери: Кері Фукунага; Актори: Деніел Крейґ, Рамі Малек, Рейф Файнс, Наомі Гарріс, Рорі Кіннір                  | екшн, трилер                         | B&H            |     |
| В Е Р Е С Е Н Ь | 30       | «В'язні країни привидів»                  |                 | Режисери: Сіон Соно; Актори: Ніколас Кейдж, Софія Бутелла                                                         | Хоррор, трилер, бойовик              | UFD            |     |

#### Жовтень — Грудень
| Прем'єра        | Прем'єра | Назва                                | Країна  | Творці й актори | Жанр                              | Дистр.         | Дж. |
| --------------- | -------- | ------------------------------------ | ------- | --- | --------------------------------- | -------------- | --- |
| Ж О В Т Е Н Ь   | 14       | «Веном 2: Карнаж»                    | США     | Режисери: Енді Серкіс; Актори: Том Гарді, Вуді Гаррельсон, Мішель Вільямс, Наомі Гарріс | фантастичний екшн                 | B&H            |     |
| Ж О В Т Е Н Ь   | 14       | «Тост»                               | Франція | Режисери: Лоран Тірар; Актори:Бенжамін Лаверн, Джулія П'ятон, Кіян Кожанді | Комедія                           | UFD            |     |
| Ж О В Т Е Н Ь   | 21       | «Де гроші»                           | Україна | Режисери: Михайло Хома; Актори: Ада Роговцева, Михайло Хома, Сергій Либа, Анна Буткевич, Ахтем Сеітаблаєв, Віктор Андрієнко, Володимир Остапчук, Олексій Тритенко, Юрій Горбунов, Володимир Задніпровський, Євген Сморигін | пригодницька комедія              | B&H            |     |
| Ж О В Т Е Н Ь   | 21       | «Хелловін убиває»                    | США     | Режисери: Девід Гордон Ґрін; Актори: Джеймі Лі Кертіс, Джуді Грір | фільм жаху                        | B&H            |     |
| Ж О В Т Е Н Ь   | 21       | «Родина Аддамсів 2»                  | ,       | Режисери: Ґреґ Тірнан, Конрад Вернон | анімаційна комедія                | B&H            |     |
| Ж О В Т Е Н Ь   | 28       | «Минулої ночі у Сохо»                | ,       | Режисери: Едгар Райт; Актори: Аня Тейлор-Джой, Метт Сміт, Томасін Маккензі | трилер                            | B&H            |     |
| Л И С Т О П А Д | 4        | «Чому я живий»                       | Україна | Режисери: Віллен Новак; Актори: Роланд Мішко, Анастасія Марків, Віктор Жданов, Ірина Мельник, Ольга Радчук, Олексій Горбунов, Георгій Делієв, Максим Горай                                                                 | епічна історія                    | B&H            |     |
| Л И С Т О П А Д | 9        | «Спенсер: Таємниця принцеси Діани»   | ,       | Режисери: Пабло Ларраін; Актори: Крістен Стюарт, Timothy Spall, Шон Гарріс, Саллі Гокінз, Jack Farthing, Stella Gonet, Richard Sammel, Amy Manson, Niklas Kohrt, Elizabeth Berrington                                      | драма                             | Артхаус Трафік |     |
| Л И С Т О П А Д | 11       | «Пам'ять»                            | ,       | Режисери: Апічатпон Вірасетакул; Актори: Тільда Свінтон, Daniel Giménez Cacho, Жанна Балібар, Juan Pablo Urrego | драма                             | Артхаус Трафік |     |
| Л И С Т О П А Д | 18       | «Мій син»                            | ,       | Режисери: Крістіан Каріон; Актори: Джеймс МакЕвой, Клер Фой, Том Каллен | детектив, трилер, кримінал, драма | UFD            |     |
| Л И С Т О П А Д | 18       | «Криптозоопарк»                      | США     | Режисери: Деш Шоу | анімаційна фантастика             | Артхаус Трафік |     |
| Л И С Т О П А Д | 25       | «Дім Гуччі»                          | США     | Режисери: Рідлі Скотт; Актори: Адам Драйвер, Леді Ґаґа, Джаред Лето, Аль Пачіно | кримінальний трилер               | B&H            |     |
| Л И С Т О П А Д | 25       | «Мисливці на привидів: З того світу» | США     | Режисери: Джейсон Райтман; Актори: Пол Радд, Білл Мюррей, Сігурні Вівер, Фінн Вулфгард | фантастичний екшн                 | B&H            |     |
| Л И С Т О П А Д | 25       | «Енканто»                            | США     | Режисери: Джаред Буш, Байрон Говард, Чаріс Кастро Сміт | анімаційна комедія                | Кіноманія      |     |
| Л И С Т О П А Д | 25       | «Піаністка»                          | ,       | Режисери: Міхаель Ганеке; Актори: Ізабель Юппер, Бенуа Мажимель | драма                             | Артхаус Трафік |     |
| Г Р У Д Е Н Ь   | 2        | «Оселя Зла: Вітаємо у Раккун-Сіті»   | ,       | Режисери: Йоханнес Робертс; Актори: Кая Скоделаріо, Еван Джогія, Ханна Джон-Кеймен, Ніл Макдонаф | фантастичний екшн                 | B&H            |     |
| Г Р У Д Е Н Ь   | 2        | «Мій дідусь — Дід Мороз»             | Україна | Режисери: Сергій Шляхтюк; Актори: Наталя Бадер, Лев Пічахчі, Діана Глостер, Микита Вакулюк, Дядя Жора , Дар'я Дубровська, Ірина Кудяшова, Лючія Кургінян, Руслан Сєфєров, Юлія Ігнатова, Юлія Антоненко, Аделія Назарчук   | Комедія                           | UFD            |     |
| Г Р У Д Е Н Ь   | 2        | «Хід короля»                         | ,       | Режисери: Філіп Штьольцль; Актори: Олівер Мазуччі, Альбрехт Шух, Бірґіт Мініхмайр, Самуель Фінці | драма                             | Артхаус Трафік |     |
| Г Р У Д Е Н Ь   | 9        | «Торт зі смаком помсти»              |         | Режисери: Джиммі Джаннапалас; Актори: Шайло Фернандез, Юен МакҐреґор, Вел Кілмер | трилер, кримінал                  | UFD            |     |
| Г Р У Д Е Н Ь   | 9        | «Вестсайдська історія»               | США     | Режисери: Стівен Спілберг; Актори: Енсел Елґорт, Рейчел Зеґлер, Аріана ДеБос, Девід Альварез, Майк Фейст | Мюзикл                            | Кіноманія      |     |
| Г Р У Д Е Н Ь   | 16       | «Людина-павук: Додому шляху нема»    | США     | Режисери: Джон Воттс; Актори: Том Холланд, Бенедикт Камбербетч | фантастичний екшн                 | B&H            |     |
| Г Р У Д Е Н Ь   | 22       | «Матриця: Воскресіння»               | США     | Режисери: Лана Вачовскі; Актори: Кіану Рівз, Керрі-Енн Мосс, Яг'я Абдул-Матін II, Ніл Патрік Гарріс, Джессіка Генвік , Пріянка Чопра, Джонатан Ґроф                                                                        | фантастичний екшн                 | Кіноманія      |     |
| Г Р У Д Е Н Ь   | 30       | «Співай 2»                           | США     | Режисери: Ґарт Дженнінгс; | анімаційна комедія                | B&H            |     |
| Г Р У Д Е Н Ь   | 30       | «Великий червоний пес Кліффорд»      |         | Режисери: Джон Воттс; Актори: Том Холланд, Бенедикт Камбербетч | Сімейна пригода                   | B&H            |     |
| Г Р У Д Е Н Ь   | 30       | «Зірки за обміном»                   | Україна | Режисери: Олексій Даруга; Актори: Оля Полякова, Михайло Хома, Сергій Либа, Дмитро Вівчарюк, Марія Пустова, Євфросинія Мельник, Олег Волощенко, Єлізар Назаренко, Роман Халаімов, Наталія Сумська, Юрій Горбунов            | Комедія                           | Кіноманія      |     |

## Померли
- 2 січня — Корєнєв Володимир Борисович, радянський і російський актор театру та кіно, театральний педагог, професор.
- 7 січня — Хлевінський Валерій Михайлович, радянський і російський актор театру і кіно, театральний педагог.
- 28 січня — Лановий Василь Семенович, радянський і російський актор театру та кіно.
- 5 лютого — Крістофер Пламмер, канадський театральний та теле-кіноактор.
- 18 лютого — М'ягков Андрій Васильович, радянський і російський актор театру і кіно, театральний режисер і педагог.
- 21 лютого — Жданов Олександр Михайлович, радянський та російський актор театру й кіно.
- 12 березня:
  - Крачковська Ніна Василівна, радянська і російська акторка театру, кіно та телебачення.
  - Кунцевич Микола Віталійович, український митець і дисидент.
- 23 березня — Джордж Сігал, американський актор.
- 10 квітня — Холіна Серафима Василівна, радянська акторка.
- 13 квітня — Мірус Борис Михайлович, український актор.
- 16 квітня — Кулієв Ельдар, радянський та азербайджанський кінорежисер, сценарист і актор.
- 1 травня — Олімпія Дукакіс, американська акторка грецького походження.
- 9 травня — Алісов Вадим Валентинович, радянський і російський кінооператор-постановник.
- 20 травня — Жан Пензер, французький кінооператор.
- 25 травня — Гаврилюк Ярослав Дмитрович, український актор театру і кіно.
- 6 червня — Зелінська Віра Євгенівна, радянська і російська художниця-постановниця, художниця по костюмах, дизайнерка.
- 25 червня — Крупенникова Катерина Євгенівна, радянська українська акторка.
- 2 липня — Сліченко Микола Олексійович, російський радянський актор театру і кіно, театральний режисер, співак, педагог.
- 5 липня:
  - Вільям Сміт, американський актор.
  - Меньшов Володимир Валентинович, радянський, російський актор, кінорежисер, сценарист, продюсер.
- 11 липня — Рене Сімоно, французька акторка.
- 14 липня — Судьїн Володимир Миколайович, радянський і український театральний режисер, театральний педагог, актор.
- 20 липня — Франсуаза Арнуль, французька акторка театру, кіно та телебачення.
- 1 серпня — Рудаков Анатолій Родіонович, радянський та російський актор театру і кіно, кінопродюсер.
- 5 серпня — Короткевич Галина Петрівна, радянська і російська акторка театру і кіно.
- 9 серпня — Патриція Гічкок, американська акторка.
- 29 серпня — Тягнієнко Михайло Іванович, український театральний і кіноактор.
- 31 серпня — Агамірова Тамілла Суджаївна, радянська і російська акторка театру і кіно.
- 6 вересня — Жан-Поль Бельмондо, французький актор.
- 16 вересня — Джейн Пауелл, американська акторка, співачка і танцюристка.
- 5 жовтня — Рашеєв Микола Георгійович, радянський і український кінорежисер, кіносценарист.
- 23 жовтня — Бестаєва Тетяна Володимирівна, радянська та російська акторка театру і кіно.
- 24 жовтня — Засєєв-Руденко Микола Вікторович, радянський і український актор, кінорежисер.
- 7 листопада — Дін Стоквелл, американський актор.
- 19 листопада — Агапова Ніна Федорівна, радянська і російська акторка театру і кіно.
- 20 листопада — Гаркалін Валерій Борисович, радянський і російський актор театру та кіно.
- 21 листопада — Русланова Ніна Іванівна, радянська і російська акторка театру та кіно.
- 29 листопада:
  - Арлін Дал, американська акторка театру, кіно та телебачення.
  - Наумов Володимир Наумович, радянський і російський кінорежисер, сценарист, актор, продюсер, педагог.
- 3 грудня — Ургант Ніна Миколаївна, радянська і російська акторка театру і кіно.
- 13 грудня — Сергій Олександрович Соловйов, радянський і російський кінорежисер, сценарист, кінопродюсер, педагог.
- 24 грудня — Татосов Володимир Михайлович, радянський і російський актор театру, кіно та дубляжу.
- 25 грудня — Корабельникова Маргарита Павлівна, радянська акторка театру і кіно.